# Senboku, Akita
Senboku (仙北市 Senboku-shi) là một thành phố thuộc tỉnh Akita, Nhật Bản.